# غايتان غيرفيه
غايتان غيرفيه هو كاتب كندي، ولد في 10 أغسطس 1944 في غريتر سودبوري في كندا، وتوفي في 20 أكتوبر 2018.